# Titanium(IV)chloride
Titanium(IV)chloride (TiCl4) is een verbinding van titanium en chloor, waarin titanium zijn hoogste en meest stabiele oxidatietoestand heeft: +IV. Het is een kleurloze, corrosieve vloeistof met een stekende geur. Het is een sterk lewiszuur.

## Bereiding
Rutielerts of synthetisch rutiel (ruw titaniumdioxide) gemengd met cokes wordt met chloor behandeld bij ongeveer 950 °C. Hierbij ontstaan titanium(IV)chloride en koolmonoxide:
{\displaystyle {\ce {TiO2 + 2 C + 2 Cl2 -> TiCl4 + 2 CO}}}
Dit gasmengsel wordt gekoeld, waarbij titanium(IV)chloride condenseert en nadien gezuiverd wordt.

## Toepassingen
Het grootste deel van het geproduceerde titanium(IV)chloride wordt omgezet in het metaal titanium in het Kroll-proces, of in het pigment titaniumdioxide in het chlorideproces:
- Voor de productie van titanium wordt TiCl4 gereduceerd met magnesium. Daarbij ontstaan metallisch titanium en magnesiumchloride:

{\displaystyle {\ce {TiCl4 + 2 Mg -> Ti + 2 MgCl2}}}
- Voor titaniumdioxide wordt gezuiverd titanium(IV)chloride met zuurstof of lucht geoxideerd tot titaniumdioxide, waarbij chloorgas vrijkomt dat terug in het proces gebruikt wordt:

{\displaystyle {\ce {TiCl4 + O2 -> TiO2 + 2 Cl2}}}
Toepassingen in de organische chemie omvatten:
- in Ziegler-Natta-katalysatoren voor de synthese van polyolefinen
- als sterk Lewiszuur wordt het gebruikt in de organische synthese, onder andere bij de McMurry-reactie, de Sakurai-allylering of Friedel-Craftsalkyleringen en -acyleringen

Bij het maken van glas wordt titanium(IV)chloride gebruikt het om iriserende effecten in glas te verkrijgen. Het wordt ook gebruikt bij de productie van synthetische parels. Een militaire toepassing is de vorming van witte rookgordijnen.

## Toxicologie en veiligheid
Titanium(IV)chloride is een corrosieve stof die inwerkt op de ogen, huid en ademhalingsorganen.
Titanium(IV)chloride hydrolyseert gemakkelijk. In water is dit een hevige reactie waarbij het corrosieve waterstofchloride vrijkomt. Maar het gebeurt reeds als TiCl4 met vochtige lucht in contact komt, waarbij een corrosieve zoutzuurnevel ontstaat.
{\displaystyle {\ce {TiCl4 + H2O -> TiOCl2 + 2 HCl}}}
{\displaystyle {\ce {TiOCl2 + H2O -> TiO2 + 2 HCl}}}